# Parapilumnus
Parapilumnus is een geslacht van kreeftachtigen uit de klasse van de Malacostraca (hogere kreeftachtigen).

## Soorten
- Parapilumnus cristimanus (A. Milne-Edwards, 1873)
- Parapilumnus oryctos Ng, 2002